# День, когда Земля остановилась (фильм, 2008)
«День, когда Земля остановилась» (англ. The Day the Earth Stood Still) — американская фантастическая драма режиссёра Скотта Дерриксона, ремейк классической ленты 1951 года, а также второй фильм по рассказу «Прощание с повелителем», написанному в 1940 году.
Слоган фильма: 12.12.08 is the Day the Earth Stood Still (в российском прокате «Мы считали планету своей. Мы ошибались»).
Мировая премьера состоялась 12 декабря 2008 года, в России 11 декабря 2008 года.

## Сюжет
Инопланетяне прилетают на Землю с целью уничтожить людей, обосновывая это тем, что во Вселенной не так много планет, на которых возможна жизнь сложных биологических организмов, а человечество своей жизнедеятельностью способно довести планету до катастрофы.
К Земле летит неопознанное космическое тело по несвойственной для него траектории. Оно оказалось сияющей сферой больших размеров, которая совершила приземление в Центральном парке Нью-Йорка. Таким образом группа инопланетных цивилизаций отправляет на Землю посланника Клаату, чтобы тот сообщил людям, что у них есть последний шанс «исправиться», иначе человечество как вид должно быть уничтожено. С ним прибывает и биоробот Горт, который способен брать на себя управление техническими объектами землян и, как правило, включается для противодействия насилию. Для более удобного общения с землянами Клаату превращается в такого же человека, но с некоторыми сверхспособностями, например — ловить радиоволны и получать тем самым контроль над земной техникой. Клаату требует собрать специальное заседание ООН, на котором он хочет выступить, однако американские власти отказывают ему в этом. Военные хотят больше узнать об инопланетянах и хотят ввести Клаату сыворотку правды, однако доктор Хелен Бэнсон вместо сыворотки вводит ему обычный физраствор. Клаату ведут к детектору лжи, через который он получает сначала власть над одним человеком, а потом с помощью своих способностей управлять земной электроникой нейтрализует охранников и сбегает.
Клаату просит помощи у доктора Хелен Бэнсон, и та соглашается, хотя её малолетний пасынок Джейкоб ненавидит инопланетян. Клаату встречается со своим земляком, которого заслали на Землю гораздо раньше для изучения людей. Тот сообщает, что несмотря на имеющиеся положительные качества у людей, они не способны измениться. Клаату предлагает ему улететь, но тот отказывается, говоря, что полюбил человечество.
Клаату отправляется вместе с Хелен и Джейкобом в лес, где осуществляет запуск ещё одной инопланетной сферы меньших размеров, инициировав запуск сфер по всему миру. Оказалось, что в этих шарах перевозятся различные виды земных существ. Сферы покидают планету. Наблюдающее за происходящим американское командование осознаёт, что происходящее очень напоминает спасение существ на Ноевом ковчеге и понимает, что по всей видимости, за этим следует ждать удара извне.
Хелен Бэнсон постоянно пытается доказать Клаату, что человечество может исправиться, что его не надо уничтожать, однако инопланетянин не может в это поверить. Хелен везёт его к учёному-математику, лауреату Нобелевской премии, который сначала спрашивает инопланетянина — как сумели измениться они сами? Тот рассказал, что у них погибало светило и для спасения им пришлось измениться. Учёный ему ответил, что и человечество сможет измениться, только стоя на краю гибели. Он просит не отнимать у людей этого шанса. Однако их разговор прерывается появлением вертолётов ВВС. Военным удаётся захватить Хелен, однако Клаату разбивает оставшиеся машины.
Вооружённым силам США удалось взять под контроль Горта, которого облачили в защитные экраны и удалили из Нью-Йорка на находящуюся за городом военную базу с целью изучения. Однако Горт внезапно распадается на мельчайшие частицы, которые оказываются нанороботами в виде насекомых, которые разрушают базу и превращают в пыль всех, кто в ней находился, после чего формируют огромное облако, которое начинает движение во все стороны, в том числе и к Нью-Йорку, уничтожая всё на своём пути.
Доставленная в штаб Хелен просит, чтобы её отпустили, поскольку каким-либо образом уговорить Клаату предотвратить катастрофу сможет только она. Поняв, что справиться с угрозой земными технологиями невозможно, министр обороны США даёт на это добро. Хелен, помогающий ей друг-учёный Майкл Грэньер, Клаату и Джейкоб встречаются. Увидев трогательную сцену встречи Хелен и Джейкоба, Клаату, кажется, признаёт, что в людях «есть другая сторона», которая может дать возможность им измениться, однако говорит, что для этого человечеству нужно полностью изменить свой образ жизни. Между тем облако нанороботов уже подошло к Нью-Йорку, и они вчетвером спешат в город, к сфере. Но в Центральном парке они попадают под атаку авиации, которая, выполняя приказ министра обороны, открыла огонь по сфере. Майкл погибает, а Хелен, Джейкоб и Клаату оказываются в налетевшем разрушительном облаке. Клаату сначала хочет, чтобы они все втроём добрались до сферы, однако оказывается слишком поздно, и они укрываются под каменным мостом в парке.
Тем не менее, нанонасекомые успевают попасть в организм Хелен и Джейкоба, начиная разъедать их. Хелен просит Клаату помочь спасти хотя бы Джейкоба. Тот спасает обоих, выводя нанороботов из их организма в себя, после чего окончательно принимает решение всё-таки дать человечеству шанс. Он выходит из-под моста в облако и доходит до сферы, входя в неё. При этом активация сферы приводит к уничтожению всех роботов-насекомых, но одновременно с этим останавливается вся земная техника по всему миру (что, по мнению Клаату, станет ценой за плохое обращение (человечества) с Землёй). Сфера покидает Землю.

## В ролях
- Киану Ривз — Клаату[англ.] / альпинист в начале фильма
- Дженнифер Коннелли — Хелен Бэнсон
- Джон Хэмм — доктор Майкл Грэньер
- Джон Клиз — доктор Кари Бэрнхард
- Джейден Смит — Джейкоб Бэнсон
- Кэти Бэйтс — министр обороны США Реджина Джексон
- Брэндон Т. Джексон — Тарджет Тэч
- Джеймс Хонг — Мистер Ву
- Кайл Чендлер — служащий правительства США Джон Дрисколл

## Награды и номинации
- Золотая малина — худший приквел, сиквел, ремейк или плагиат 2008 года — номинация

## Съёмки и прокат
Сценарий ремейка начали писать в 2005 году. Спецэффектами занималась студия Weta Digital. Съёмки фильма проходили с декабря 2007 года по март 2008 года в Ванкувере.
Бюджет фильма составил 80 млн долл. В прокате с 12 декабря 2008 по 2 апреля 2009, наибольшее число показов в 3560 кинотеатрах единовременно. За время проката собрал в мире $233 093 859, из них $79 366 978 в США и $153 726 881 в остальном мире. В странах СНГ фильм шёл с 11 декабря 2008 по 1 февраля 2009 и собрал $10 202 644.